# Akov
Akov (též Okov, rusky оков nebo кадь) je stará ruská jednotka objemu používaná v XVI. a XVII. století v Rusku jako základní míra pro sypké hmoty (obilí). Odpovídala 839,6 litrům.
V Srbsku se tato jednotka používala pro odměřování vína, poté dalších tekutin.
Převodní vztahy:
- 1 akov = 56,61 l = 40 oka = 160 satlijk

Český ekvivalent slova v ruštině i srbštině je vědro. V češtině je slovo akov používáno v křížovkách.